# Décès en septembre 2006
Décès
- 2002
- 2003
- 2004
- 2005
- 2006
- 2007
- 2008
- 2009
- 2010

Pour une information complémentaire, voir la page d'aide.

| Date          | Nom                          | Activités | Âge | Source |
| ------------- | ---------------------------- | --- | --- | ------ |
| 1er septembre | Nellie Connally              | ancienne première dame du Texas. Veuve de l'ancien gouverneur John Connally et dernière passagère survivante de la limousine dans laquelle a été tué John Fitzgerald Kennedy. | 87  |        |
| 1er septembre | György Faludy                | poète et dissident hongrois | 95  |        |
| 1er septembre | Nathalie Gautier             | femme politique française | 54  |        |
| 2 septembre   | François Lesein              | homme politique français | 76  |        |
| 2 septembre   | Bob Mathias                  | athlète américain | 75  |        |
| 2 septembre   | Clermont Pépin               | compositeur québécois | 80  |        |
| 2 septembre   | Dewey Redman                 | saxophoniste américain, père de Joshua Redman | 75  |        |
| 3 septembre   | Françoise Claustre           | ethnologue et archéologue française | 69  |        |
| 3 septembre   | Jacqueline Doyen             | actrice française | 76  |        |
| 3 septembre   | Jean Garcin                  | homme politique français. Président du Conseil général du Vaucluse de 1970 à 1992, ancien vice-président du conseil régional de PACA et ancien maire de Fontaine-de-Vaucluse. | 89  |        |
| 3 septembre   | Anna Ringier (fi)            | doyenne des suisses | 110 |        |
| 3 septembre   | Annemarie Wendl (en)         | actrice allemande | 91  |        |
| 4 septembre   | Rémy Belvaux                 | réalisateur belge | 39  |        |
| 4 septembre   | Ingrid Bjoner                | soprano norvégienne | 78  |        |
| 4 septembre   | Giacinto Facchetti           | footballeur italien | 64  |        |
| 4 septembre   | Steve Irwin                  | présentateur et animateur d'émissions télévisées australienne | 44  |        |
| 4 septembre   | Heidi Pawellek               | Enfant actrice allemande | 62  |        |
| 4 septembre   | Astrid Varnay                | soprano américano-hongroise | 88  |        |
| 5 septembre   | Willi Ninja                  | danseur et chorégraphe américain | 45  |        |
| 6 septembre   | Sir John Drummond            | homme d'affaires britannique | 71  |        |
| 6 septembre   | Sir Michael Marshall         | homme politique britannique | 76  |        |
| 6 septembre   | Agha Shahi                   | diplomate et homme politique pakistanais | 86  |        |
| 7 septembre   | Simon-Pierre Boka            | auteur et compositeur congolais (RDC). Coauteur-compositeur de l’hymne national congolais.                                                                                    | 77  |        |
| 7 septembre   | Joan Donaldson               | journaliste canadienne. Fondatrice et première directrice du réseau CBC Newsworld.                                                                                            | 60  |        |
| 7 septembre   | Robert Earl Jones            | acteur américain. Père de l'acteur américain James Earl Jones. | 95  |        |
| 7 septembre   | Simon Malley                 | intellectuel égyptien | 83  |        |
| 7 septembre   | Julien Schoenaerts           | acteur belge | 81  |        |
| 8 septembre   | Thomas Judge                 | homme politique américain. Gouverneur du Montana de 1973 à 1981. | 71  |        |
| 8 septembre   | Franck Langolff              | compositeur français | 57  |        |
| 8 septembre   | Frank Middlemass             | acteur britannique | 87  | (en)   |
| 9 septembre   | Gérard Brach                 | scénariste, dialoguiste et réalisateur français | 79  |        |
| 9 septembre   | Matt Gadsby                  | footballeur britannique | 27  |        |
| 9 septembre   | Dominique Guéret             | homme d'État centrafricain | 75  |        |
| 9 septembre   | Émilie Mondor                | athlète canadienne | 25  |        |
| 10 septembre  | Michael Anderson             | réalisateur britannique | 86  |        |
| 10 septembre  | Patty Berg                   | golfeuse américaine | 88  |        |
| 10 septembre  | Taufa'ahau Tupou IV          | roi des Tonga | 88  |        |
| 10 septembre  | Daniel Smith                 | fils du mannequin et actrice américaine Anna Nicole Smith | 20  |        |
| 11 septembre  | William Auld                 | poète britannique | 82  |        |
| 11 septembre  | Pat Corley                   | acteur américain | 76  |        |
| 11 septembre  | Solange Fernex               | femme politique française. Ancien député européenne. | 71  |        |
| 11 septembre  | Joachim Fest                 | historien allemand | 79  |        |
| 11 septembre  | Pierre George                | académicien français | 96  |        |
| 11 septembre  | Conceição Luanda             | journaliste angolaise | 42  |        |
| 11 septembre  | Jean Planchais               | journaliste et écrivain français | 84  |        |
| 12 septembre  | Jean-Luc Déjean              | écrivain et homme de télévision français | 85  |        |
| 12 septembre  | Marc François                | comédien et metteur en scène français | 46  |        |
| 12 septembre  | Elena Issatchenko            | entraîneuse de patinage artistique française | 55  |        |
| 12 septembre  | Michelle Leclerc-Barré       | organiste française | 67  |        |
| 12 septembre  | Zoltán Szépvölgyi            | homme politique hongrois | 84  | (hu)   |
| 12 septembre  | Daniel Znyk                  | acteur de théâtre français | 47  |        |
| 13 septembre  | Kimveer Gill                 | auteur d'une tuerie au Collège Dawson à Montréal | 25  |        |
| 13 septembre  | Jean Plichart                | peintre et graveur français | 55  |        |
| 13 septembre  | Ann Richards                 | femme politique américaine. Gouverneure du Texas de 1991 à 1995. | 73  |        |
| 14 septembre  | Mickey Hargitay              | culturiste américain. ex-époux de l'actrice américaine Jayne Mansfield et père de l'actrice américaine Mariska Hargitay.                                                      | 80  |        |
| 15 septembre  | Oriana Fallaci               | journaliste italienne | 77  |        |
| 15 septembre  | Pablo Santos                 | acteur mexicain | 19  |        |
| 16 septembre  | Sten Andersson               | homme politique suédois. Ministre des Affaires étrangères de 1985 à 1991. | 83  |        |
| 16 septembre  | Jean Breton                  | poète français | 76  |        |
| 16 septembre  | Fouad el-Mohandes            | comédien égyptien | 83  |        |
| 17 septembre  | Patricia Kennedy Lawford     | femme de radio et de télévision américaine. Sœur de l'ancien président John Fitzgerald Kennedy et ex-épouse de l'acteur britannique Peter Lawford.                            | 84  |        |
| 18 septembre  | Aja                          | Actrice et réalisatrice de films pornographiques américaine. | 43  |        |
| 18 septembre  | Edward J. King               | homme politique américain. Gouverneur du Massachusetts de 1979 à 1983. | 81  |        |
| 18 septembre  | Nilton Pereira Mendes        | footballeur brésilien | 30  | (pt)   |
| 18 septembre  | Bernard Perpète              | animateur et comédien belge | 45  |        |
| 18 septembre  | François Ndembe Tamba        | sculpteur congolais | 63  |        |
| 19 septembre  | Omer Van Boxelaer            | joueur et entraîneur de football belge | 82  | (nl)   |
| 19 septembre  | Bernard Lebas                | homme politique français. Député UDR du Nord de 1968 à 1973. | 77  |        |
| 19 septembre  | Roy Schuiten                 | cpoureur cycliste néerlandais | 55  |        |
| 20 septembre  | Hélène Deschamps Adams       | résistante française | 85  |        |
| 20 septembre  | Abdelhamid Ben Aljia         | musicien tunisien | 75  |        |
| 20 septembre  | Armin Jordan                 | chef d'orchestre suisse | 74  |        |
| 20 septembre  | Sven Nykvist                 | directeur de la photographie suédoise | 83  |        |
| 21 septembre  | Bernar                       | dessinateur français | 49  |        |
| 21 septembre  | Charles Rees (en)            | chimiste britannique | 78  |        |
| 22 septembre  | Edward Albert                | acteur américain. | 55  |        |
| 22 septembre  | Joan de Cantalausa           | prêtre et linguiste occitan. | 81  |        |
| 22 septembre  | Enrique Gorriaran Merlo (en) | révolutionnaire argentin. Leader du commando qui a assassiné le dictateur nicaraguayen Anastasio Somoza Debayle.                                                              | 65  |        |
| 23 septembre  | Sir Malcolm Arnold           | compositeur britannique | 84  |        |
| 23 septembre  | Sylvie Lespérance            | femme politique québécoise | 51  |        |
| 23 septembre  | Aladar Pege (en)             | bassiste hongrois | 67  |        |
| 24 septembre  | Padmini                      | actrice indienne | 74  |        |
| 24 septembre  | Sally Gray                   | actrice britannique | 90  |        |
| 24 septembre  | Philippe Latulippe           | coureur québécois | 87  |        |
| 24 septembre  | Émilie Mondor                | athlète québécoise se spécialisant dans les courses de longue distance | 25  |        |
| 24 septembre  | Thomas Stewart               | chanteur américain | 80  |        |
| 26 septembre  | François Jaffré              | l'un des 6 derniers poilus français | 105 |        |
| 26 septembre  | Byron Nelson                 | golfeur américain | 94  |        |
| 26 septembre  | Lionel Rotcage               | journaliste français. Fils de la chanteuse Régine. | 58  |        |
| 28 septembre  | Jean Kahn                    | juriste français | 84  |        |
| 29 septembre  | Rosamund Carr                | humanitaire et styliste américaine | 94  |        |
| 29 septembre  | Raymond Castans              | journaliste et auteur dramatique français | 86  |        |
| 29 septembre  | Jan Werner Danielsen         | chanteur norvégien | 30  |        |
| 29 septembre  | Louis-Albert Vachon          | cardinal canadien. Archevêque émérite de Québec. | 94  |        |
| 30 septembre  | André Schwarz-Bart           | écrivain français | 78  |        |
| date inconnue | Vijay R. Singh               | juriste et homme politique fidjien | 75  | (en)   |